# داريل شتاينبرغ
داريل شتاينبرغ هو محامي وسياسي أمريكي، ولد في 15 أكتوبر 1959 في سان فرانسيسكو في الولايات المتحدة. نشط حزبياً في الحزب الديمقراطي. وقد انتخب عمدة ساكرامنتو (13 ديسمبر 2016 – ) وانتخب عضو مجلس ولاية كاليفورنيا ‏ (1 ديسمبر 2008 – 15 أكتوبر 2014) وانتخب عضو جمعية ولاية كاليفورنيا ‏ (7 ديسمبر 1998 – 30 نوفمبر 2004).